# Vitalij Ušakov
Vitalij Vladimirovič Ušakov (in russo Виталий Владимирович Ушаков?; trasl. angl.: Vitaly Vladimirovich Ushakov; Mosca, 18 luglio 1920 – 1987) è stato un nuotatore e pallanuotista sovietico, che ha disputato il torneo di pallanuoto ai Giochi di Helsinki 1952.
Oltre la pallanuoto, ha gareggiato in competizioni di nuoto, quali Staffetta 4×100m sl e Staffetta 4×200m sl, dove è riuscito a stabilire diversi record europei in vasca lunga.